# 照護食
照護食（英語：Care Food）是為患有咀嚼、吞嚥困難人士而設的飲食，亦被稱為介護食、軟餐、精緻軟餐等。由於年紀增長或某些疾病的影響，人的吞嚥能力可能會受到影響，因此需要對食物的形態和質地進行調整以方便進食。通過使用各種不同的烹饪和處理方法，調整食物的形態和軟硬度，以滿足各種不同程度吞嚥障礙人士的需要。同時，亦能通過進食訓練吞嚥，讓吞嚥困難人士獲得所需的營養以維持身體的正常功能。
吞嚥困難的成因包括中風、柏金遜症、認知障礙症、頭頸癌、肌力下降等等，這些患者都可能需要長期或短期食用照護食。

## 照護食國際標準
照護食的標準能夠通過「國際吞嚥障礙飲食標準」（IDDSI）劃分，主要分為八個等級，由0至7級組成，每個等級均以數字、文字描述及顏色作為區別。每個等級亦有提供進食能力考慮以及測試方法，方便大眾及專業人士運用。

## 照護食在不同地區的發展

### 香港
在香港，香港社會服務聯會（社聯）是其中一個推動照護食發展的組織。
社聯由2017年起向大眾推廣照護食，希望藉此促進人與人之間聯繫，讓吞嚥困難人士重拾進食的喜悅，並於2020年成立「照護食專責小組」。在2017年，樂齡科技博覽暨高峰會首次設立照護食主題館，以推廣照護食的資訊。在2019年，社聯首次與國際廚藝學院合辦「食得喜」樂齡美食烹飪大賽，以培育新一代照護食廚師。
2020年，「照護食專責小組」與香港中文大學食品研究中心及香港大學教育學院吞嚥研究所共同研究本地化的「照護食標準指引」。他們以「國際吞嚥障礙飲食標準」（IDDSI）為基礎，配合科學化的數據及本地適用的詞彙描述，附加本地照護食食物及菜式的烹調方法，制定一套本地化的「照護食標準指引」。此外，社聯亦推出了「照護食標籤」，透過簡單的圖示協助大眾以及供應商運用指引。

### 台灣
台灣每十位六十五歲以上高齡者，就有一位有輕度以上咀嚼與吞嚥障礙的情況。衛福部國健署於2018年11月提出了「台灣飲食質地製備指引與範例（草案）」，將「六大類食物」依質地分成七級，旨在協助有咀嚼與吞嚥困難者解決進食的困擾，預計在往後的日子推出正式版本。

### 日本
日本的照護食品（介護食）發展可追溯至1980年代中期，當時醫護人員為無法經口攝食的患者進行管灌流質飲食照護，並尋求嬰兒食品製造廠商協助開發照護食品。隨著90年代增稠食品進入市場，1998年蒸煮袋型照護食品問世。為因應照護食品越來越高之品質要求，食品廠商制定了易於理解的標準。2002年日本介護食協議會成立，並以通用設計食品作為發展目標。另外，日本開發針對進食和吞嚥困難的調整飲食可以追溯到1988年，使用調整凝膠劑的「life-saving pudding」面世，並發展出各種耐高溫、耐低溫的凝膠劑，成為自2010年代末以來老人院提供照護餐飲的最流行方法。
日本介護食品協議會為了讓更多人了解並運用介護食，制定了「UDF介護食標章」制度。標準依據食物容易咀嚼程度將介護食品區分為4類：容易咀嚼、可用牙齒咀嚼、可用舌頭碾碎、無需咀嚼（泥狀類），並依照食品的軟硬度及黏稠度訂定攝食難易程度標準及辨識標章。
另外，日本農林水產省於2017年推出「Smile Care食」標準，以咀嚼困難、吞嚥困難及食量下降作為3大基準，將介護食品的質地分為不同等級。黃色為適合咀嚼困難人士、紅色為適合吞嚥困難人士、藍色則表示適合需要營養補充的人士。不同人士都能參考此標準，選擇合適自己的食品類型。